# Wind Spirit
Die Wind Spirit ist ein 1988 für Windstar Cruises in Dienst gestelltes Kreuzfahrtschiff und das letzte von insgesamt drei baugleichen Schwesterschiffen.

## Geschichte
Die Wind Spirit wurde bei Ateliers et chantiers du Havre in Le Havre gebaut und am 13. Juli 1987 vom Stapel gelassen. Nach der Auslieferung an Windstar Cruises am 24. März 1988 nahm das Schiff im April 1988 seinen Dienst in der Karibik auf. Die Schwesterschiffe der Wind Spirit sind die baugleichen Wind Star und die 2003 nach einem Brand versenkte Wind Song.
Die yachtähnliche Wind Spirit ist mit computergesteuerten Segeln und einer zusätzlichen Maschinenanlage ausgestattet, durch die das Schiff bis zu 15 Knoten schnell fahren kann. Die für insgesamt 159 Passagiere ausgelegte Wind Spirit wird vorwiegend für Kreuzfahrten im Mittelmeer und in der Karibik eingesetzt.
Zur Ausstattung des Schiffes gehört neben dem Speisesaal eine Bibliothek, eine Lounge, ein Casino, ein Veranda-Restaurant sowie mehrere Bars und Pools. Alle Kabinen an Bord sind Außenkabinen.